# Protomothèque

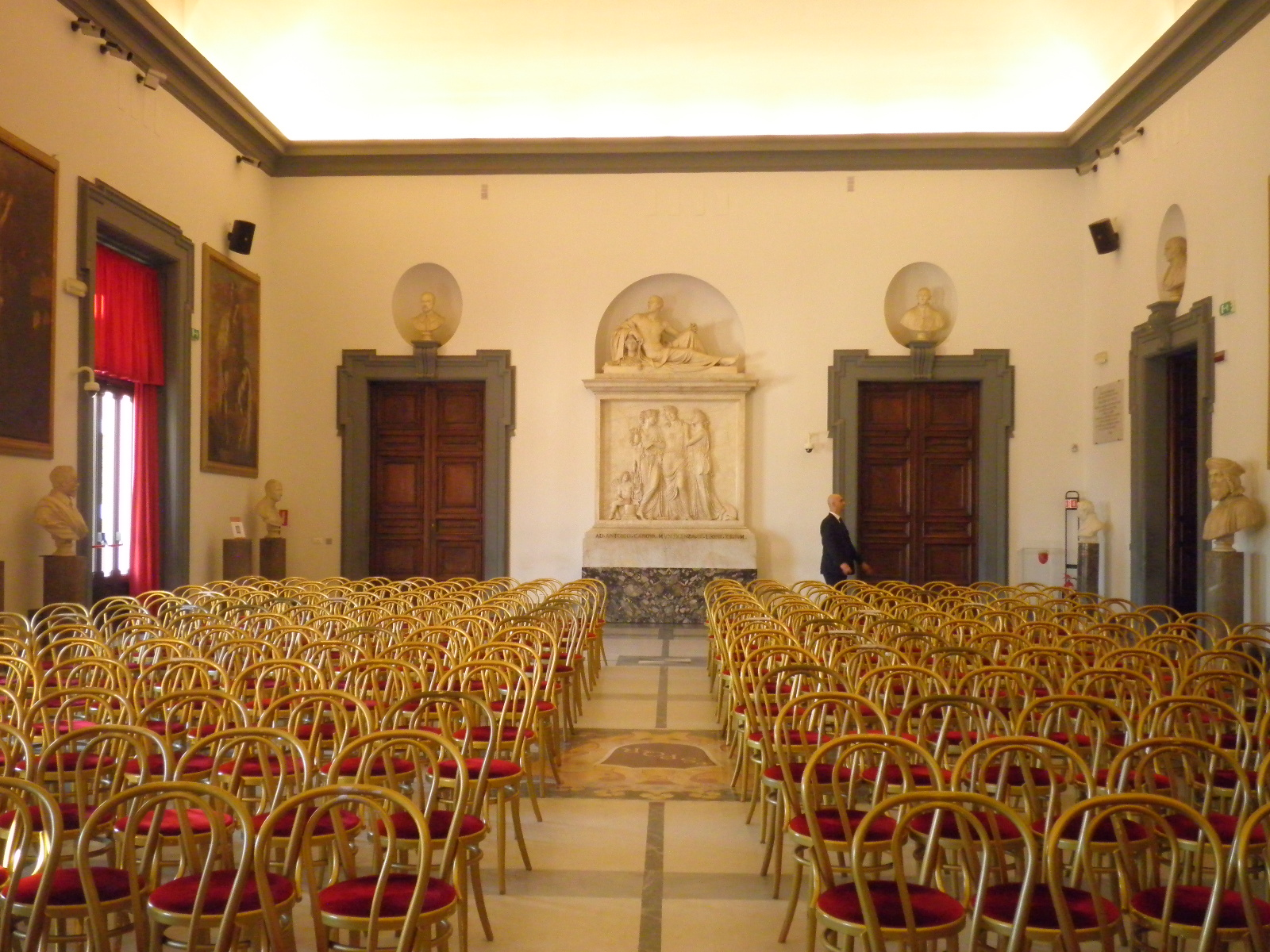
La sala della Protomoteca au palais du Capitole à Rome.

La protomothèque est une collection de statues et de bustes, généralement en bronze. Le mot dérive de la langue grecque, qui utilisait le mot protomé (προτομή, du verbe προτέμνω, « couper devant ») pour indiquer une tête humaine ou animale en relief qui décorait les structures architecturales dans l'Antiquité,.
Parmi les collections les plus importantes, on trouve la sala della Protomoteca du palais du Capitole à Rome, avec des bustes en marbre. C'est l'une des plus prestigieuses du Capitole, à laquelle on accède depuis le palais sénatorial ou la place du Capitole, par l'escalier Vignola. Il est aujourd'hui utilisé pour des cérémonies publiques et des conférences de presse,. Une autre protomothèque fameuse est située dans la Résidence de Munich.